# The Trentemøller Chronicles
The Trentemøller Chronicles er et album fra 2007 med en opsamling af Trentemøllers tidligere remixes og sange. Den første CD indeholder blandt andet nye versioner af nogle sange fra debut albummet The Last Resort. På den anden CD er en række at Trentemøllers nok mest populære mix af sange fra blandt andet Royksopp, Moby og The Knife.